# Jesús Navas
Jesús Navas González (Los Palacios y Villafranca, 21 novembre 1985) è un ex calciatore spagnolo, di ruolo difensore. Con la nazionale spagnola è stato campione del mondo nel 2010, campione d'europa nel 2012 e nel 2024 e ha vinto la UEFA Nations League 2022-2023.
Leggenda del Siviglia, è il primatista assoluto di presenze (702) in tutte le competizioni con la maglia del club andaluso, del quale detiene anche il record di apparizioni (116) nelle competizioni UEFA per club. Al contempo è il primo e unico giocatore ad aver vinto un Mondiale, un Europeo e una Nations League.

## Biografia
Di origini gitane, è soprannominato El duende de Los Palacios o Jesusito. Nel 2009 ha dichiarato di far parte del Cammino neocatecumenale, così come ne fa parte il resto della sua famiglia.
Navas soffriva cronicamente di nostalgia di casa, al punto da lasciare i ritiri in Spagna, oltre a soffrire di attacchi d'ansia e convulsioni.
Anche suo fratello maggiore Marco, è stato calciatore, di ruolo centrocampista.

## Caratteristiche tecniche
Navas gioca prevalentemente nel ruolo di ala destra, si distingue soprattutto per la notevole velocità palla al piede in contropiede, molto abile anche nell'effettuare cross ed assist ai compagni. Duttile tatticamente, durante la sua carriera calcistica ha arretrato il suo raggio d'azione, giocando costantemente come terzino destro.

## Carriera

### Club

#### Siviglia
Navas entrò a far parte della squadra riserve del Siviglia nel 2002, all'età di 16 anni. Nella stagione 2002-2003 collezionò 8 presenze nella Squadra riserve. Alla fine della stagione successiva fu promosso in prima squadra, dove riuscì a giocare in 7 occasioni. Nel campionato 2004-2005 fu inserito di nuovo nella Squadra B, e dopo 4 partite il Siviglia decise di promuoverlo in prima squadra. Nel giugno 2011 rinnova il contratto con il Siviglia fino al giugno del 2015.

#### Manchester City
Il 4 giugno 2013 viene formalizzato il suo trasferimento al Manchester City, per 17,5 milioni di euro, col contratto formalizzato successivamente l'11 giugno seguente, dopo lo svolgimento delle visite mediche a New York. Sigla i suoi primi due gol con la maglia dei Citizens il 24 novembre 2013, nella vittoria casalinga per 6-0 contro il Tottenham, realizzando la prima rete 14 secondi dopo l'avvio dell'incontro.
Con il Manchester City in quattro stagioni, raccoglie globalmente tra tutte le competizioni 183 presenze segnando 8 reti, vincendo a livello nazionale un campionato inglese e due Coppe di Lega inglese.

#### Ritorno al Siviglia e ritiro

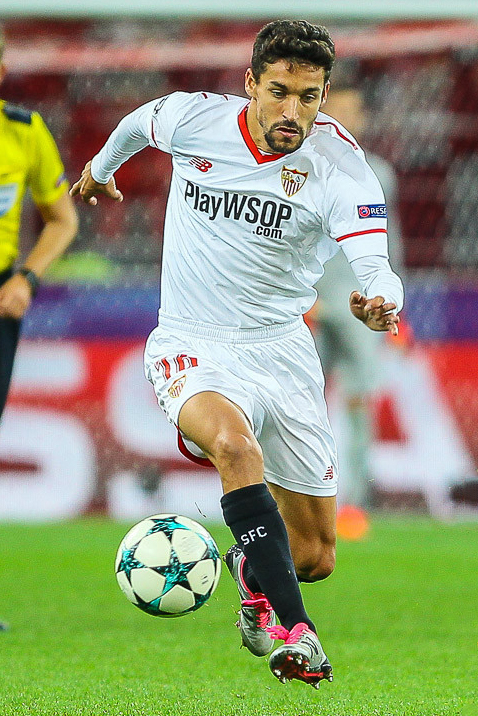
Jesús Navas in azione, con la maglia del nel 2017.

Il 1º agosto 2017, dopo essersi svincolato dal Manchester City, viene annunciato il suo ritorno al Siviglia dopo quattro anni, con un contratto valido fino al 30 giugno 2021. Il 20 settembre seguente, è decisiva una sua rete nella partita interna vinta 1-0 contro il Las Palmas, dove nell'occasione taglia anche il traguardo delle 400 presenze in maglia andalusa. Poco dopo, nella partita pareggiata contro il Levante supera il precedente record di Pablo Blanco e con la sua 416ª presenza con la maglia del Siviglia diventa il giocatore con più presenze nella storia del club andaluso. Il 3 gennaio del 2020, in occasione della partita interna pareggiata per 1-1 contro l'Athletic Bilbao, raggiunge invece quota 500 presenze con il club biancorosso.
Nel giugno del 2021, tramite il presidente José Castro, viene annunciato il suo rinnovo con i Rojiblancos per altri tre anni. Nella stagione 2019-2020, Navas torna a vincere un trofeo con il club andaluso battendo l'Inter per 3-2 e conquistando così la sua terza Europa League personale. Il 13 dicembre 2024 annuncia ufficialmente il ritiro dal calcio giocato che avviene nove giorni dopo nella partita di Campionato del Siviglia allo Stadio Santiago Bernabeu contro il Real Madrid, dove riceve el pasillo da entrambe le squadre prima del match.

### Nazionale
Ha esordito nella nazionale spagnola il 14 novembre 2009 nell'amichevole contro l'Argentina, vinta per 2-1, sostituendo nel finale della gara Andrés Iniesta. Quattro giorni dopo gioca nella partita contro l'Austria, terminata 5-1 per le furie rosse.

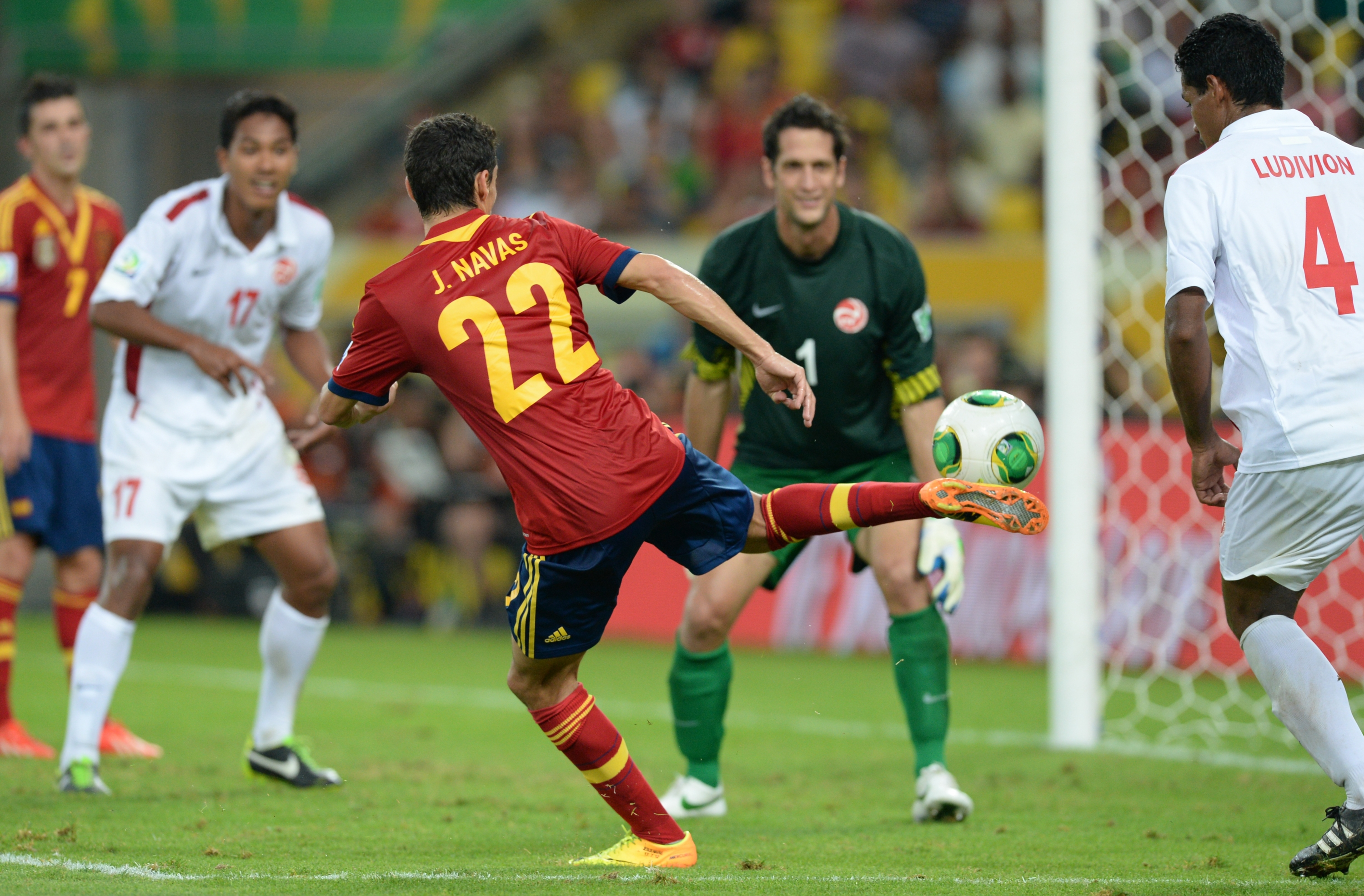
Jesús Navas in azione di tiro durante la partita Spagna contro, nella Confederations Cup 2013.

Nel maggio 2010 Vicente del Bosque lo convoca per il Mondiale in Sudafrica, dove giocherà diversi spezzoni di partita, tra cui anche la vittoriosa finale, vincendo così l'11 luglio 2010 il Campionato mondiale di calcio 2010.
Nel giugno del 2012 viene inserito dal CT Del Bosque nella lista dei 23 che parteciperanno alla vittoriosa spedizione di Euro 2012 in Polonia e in Ucraina. Nella terza giornata del girone eliminatorio va a segno nella vittoria per 0-1 ai danni della Croazia, vittoria che consegna alla Spagna l'accesso ai quarti di finale da prima del girone.
Nel giugno 2013 viene convocato per disputare la Confederations Cup 2013. Dopo aver preso parte all'amichevole vinta per 1-0 contro l'Italia nel 2014, Navas non viene più convocato e sparisce momentaneamente dai radar del commissario tecnico.
Nel marzo 2019 torna a disputare una partita con la nazionale spagnola dopo oltre cinque anni, dove il CT delle furie rosse Luis Enrique, lo schiera come titolare nella vittoria per 2-1 della Spagna, in casa contro la Norvegia, in un match valido per le qualificazioni agli Europei 2020. Oltre a subentrare pochi giorni dopo, nella partita vinta per 2-0 fuori casa contro Malta, il 7 giugno successivo va a segno nella vittoria in trasferta per 4-1 contro le isole Fær Øer. Viene poi convocato nelle prime partite della UEFA Nations League 2020-2021 e schierato come titolare all'esordio della manifestazione contro la Germania, nella sfida terminata con il punteggio di 1-1. Dopo tale incontro, viene impiegato il 13 ottobre 2020 nella partita persa per 1-0 in casa dell'Ucraina, disputando tutta la gara.
A distanza di tre anni dall'ultima convocazione, torna tra i convocati in nazionale per la final four della UEFA Nations League 2022-2023, disputandola da titolare in entrambe le gare e vincendola, sollevando il suo terzo trofeo con la nazionale maggiore, a distanza di quasi 11 anni dall'ultimo.
Viene convocato anche per il campionato europeo di calcio 2024. Il 24 giugno, scendendo in campo contro l'Albania (da capitano), diventa il più anziano giocatore di sempre ad aver vestito la maglia spagnola, superando il precedente record di Zubizarreta. Al termine della competizione, in cui ha giocato altri due spezzoni, si laurea per la seconda volta campione d'Europa.
Il 13 luglio, il giorno prima della finale vinta, Navas aveva annunciato il suo ritiro dalla nazionale al termine della competizione, scelta poi confermata il 29 agosto seguente; il giocatore ha dunque lasciato la Roja dopo 15 anni, avendo collezionato 56 presenze e cinque reti, oltre ad aver vinto quattro titoli complessivi.

## Statistiche
Tra club, nazionale maggiore e nazionali giovanili, Navas ha disputato globalmente 988 partite segnando 56 reti, alla media di 0,05 gol a partita.

### Presenze e reti nei club
| Stagione                 | Squadra                  | Campionato               | Campionato | Campionato | Coppe nazionali | Coppe nazionali | Coppe nazionali | Coppe continentali | Coppe continentali | Coppe continentali | Altre coppe | Altre coppe | Altre coppe | Totale | Totale |
| Stagione                 | Squadra                  | Comp                     | Pres       | Reti       | Comp            | Pres            | Reti            | Comp               | Pres               | Reti               | Comp        | Pres        | Reti        | Pres   | Reti   |
| ------------------------ | ------------------------ | ------------------------ | ---------- | ---------- | --------------- | --------------- | --------------- | ------------------ | ------------------ | ------------------ | ----------- | ----------- | ----------- | ------ | ------ |
| 2002-2003                | Siviglia Atlético        | SDB                      | 6          | 0          | -               | -               | -               | -                  | -                  | -                  | -           | -           | -           | 6      | 0      |
| 2003-2004                | Siviglia Atlético        | SDB                      | 23+6       | 3+0        | -               | -               | -               | -                  | -                  | -                  | -           | -           | -           | 29     | 3      |
| 2004-2005                | Siviglia Atlético        | SDB                      | 4          | 0          | -               | -               | -               | -                  | -                  | -                  | -           | -           | -           | 4      | 0      |
| Totale Siviglia Atlético | Totale Siviglia Atlético | Totale Siviglia Atlético | 33+6       | 3+0        |                 | -               | -               |                    | -                  | -                  |             | -           | -           | 39     | 3      |
| 2003-2004                | Siviglia                 | PD                       | 5          | 0          | CR              | 0               | 0               | CU                 | 0                  | 0                  | -           | -           | -           | 5      | 0      |
| 2004-2005                | Siviglia                 | PD                       | 23         | 2          | CR              | 2               | 1               | CU                 | 5                  | 0                  | -           | -           | -           | 30     | 3      |
| 2005-2006                | Siviglia                 | PD                       | 34         | 2          | CR              | 2               | 0               | CU                 | 12                 | 0                  | -           | -           | -           | 48     | 2      |
| 2006-2007                | Siviglia                 | PD                       | 29         | 1          | CR              | 5               | 1               | CU                 | 7                  | 0                  | SU          | 1           | 0           | 42     | 2      |
| 2007-2008                | Siviglia                 | PD                       | 36         | 4          | CR              | 4               | 0               | UCL                | 10                 | 0                  | SS+SU       | 2+1         | 0           | 53     | 4      |
| 2008-2009                | Siviglia                 | PD                       | 35         | 4          | CR              | 8               | 1               | CU                 | 6                  | 0                  | -           | -           | -           | 49     | 5      |
| 2009-2010                | Siviglia                 | PD                       | 34         | 4          | CR              | 9               | 4               | UCL                | 8                  | 2                  | -           | -           | -           | 51     | 10     |
| 2010-2011                | Siviglia                 | PD                       | 15         | 1          | CR              | 5               | 0               | UCL+UEL            | 2+4                | 1+0                | SS          | 2           | 0           | 28     | 2      |
| 2011-2012                | Siviglia                 | PD                       | 37         | 5          | CR              | 4               | 0               | UEL                | 2                  | 0                  | -           | -           | -           | 43     | 5      |
| 2012-2013                | Siviglia                 | PD                       | 37         | 0          | CR              | 8               | 1               | -                  | -                  | -                  | -           | -           | -           | 45     | 1      |
| 2013-2014                | Manchester City          | PL                       | 30         | 4          | FACup+CdL       | 5+5             | 0+2             | UCL                | 8                  | 0                  | -           | -           | -           | 48     | 6      |
| 2014-2015                | Manchester City          | PL                       | 35         | 0          | FACup+CdL       | 2+2             | 0+1             | UCL                | 7                  | 0                  | CS          | 1           | 0           | 47     | 1      |
| 2015-2016                | Manchester City          | PL                       | 34         | 0          | FACup+CdL       | 2+6             | 0+1             | UCL                | 10                 | 0                  | -           | -           | -           | 52     | 1      |
| 2016-2017                | Manchester City          | PL                       | 24         | 0          | FACup+CdL       | 4+2             | 0               | UCL                | 6                  | 0                  | -           | -           | -           | 36     | 0      |
| Totale Manchester City   | Totale Manchester City   | Totale Manchester City   | 123        | 4          |                 | 28              | 4               |                    | 31                 | 0                  |             | 1           | 0           | 183    | 8      |
| 2017-2018                | Siviglia                 | PD                       | 26         | 1          | CR              | 8               | 2               | UCL                | 10                 | 0                  | -           | -           | -           | 44     | 3      |
| 2018-2019                | Siviglia                 | PD                       | 32         | 1          | CR              | 1               | 0               | UEL                | 10                 | 1                  | SS          | 1           | 0           | 44     | 2      |
| 2019-2020                | Siviglia                 | PD                       | 38         | 0          | CR              | 3               | 0               | UEL                | 6                  | 0                  | -           | -           | -           | 47     | 0      |
| 2020-2021                | Siviglia                 | PD                       | 34         | 0          | CR              | 2               | 0               | UCL                | 6                  | 0                  | SU          | 1           | 0           | 43     | 0      |
| 2021-2022                | Siviglia                 | PD                       | 25         | 0          | CR              | 0               | 0               | UCL+UEL            | 4+4                | 0                  | -           | -           | -           | 33     | 0      |
| 2022-2023                | Siviglia                 | PD                       | 32         | 0          | CR              | 5               | 0               | UCL+UEL            | 3+9                | 0+0                | -           | -           | -           | 49     | 0      |
| 2023-2024                | Siviglia                 | PD                       | 29         | 0          | CR              | 2               | 0               | UCL                | 4                  | 0                  | SU          | 1           | 0           | 36     | 0      |
| lug.-dic. 2024           | Siviglia                 | PD                       | 14         | 1          | CR              | 1               | 0               | -                  | -                  | -                  | -           | -           | -           | 15     | 1      |
| Totale Siviglia          | Totale Siviglia          | Totale Siviglia          | 515        | 26         |                 | 69              | 10              |                    | 112                | 4                  |             | 9           | 0           | 705    | 40     |
| Totale carriera          | Totale carriera          | Totale carriera          | 671+6      | 33+0       |                 | 97              | 14              |                    | 143                | 4                  |             | 10          | 0           | 927    | 51     |

### Cronologia presenze e reti in nazionale
| Cronologia completa delle presenze e delle reti in nazionale ― Spagna | Cronologia completa delle presenze e delle reti in nazionale ― Spagna | Cronologia completa delle presenze e delle reti in nazionale ― Spagna | Cronologia completa delle presenze e delle reti in nazionale ― Spagna | Cronologia completa delle presenze e delle reti in nazionale ― Spagna | Cronologia completa delle presenze e delle reti in nazionale ― Spagna | Cronologia completa delle presenze e delle reti in nazionale ― Spagna | Cronologia completa delle presenze e delle reti in nazionale ― Spagna |
| Data                                                                  | Città                                                                 | In casa                                                               | Risultato                                                             | Ospiti                                                                | Competizione                                                          | Reti                                                                  | Note                                                                  |
| --------------------------------------------------------------------- | --------------------------------------------------------------------- | --------------------------------------------------------------------- | --------------------------------------------------------------------- | --------------------------------------------------------------------- | --------------------------------------------------------------------- | --------------------------------------------------------------------- | --------------------------------------------------------------------- |
| 14-11-2009                                                            | Madrid                                                                | Spagna                                                                | 2 – 1                                                                 | Argentina                                                             | Amichevole                                                            | -                                                                     | 82’                                                                   |
| 18-11-2009                                                            | Vienna                                                                | Austria                                                               | 1 – 5                                                                 | Spagna                                                                | Amichevole                                                            | -                                                                     | 46’                                                                   |
| 3-3-2010                                                              | Saint-Denis                                                           | Francia                                                               | 0 – 2                                                                 | Spagna                                                                | Amichevole                                                            | -                                                                     | 64’                                                                   |
| 29-5-2010                                                             | Innsbruck                                                             | Spagna                                                                | 3 – 2                                                                 | Arabia Saudita                                                        | Amichevole                                                            | -                                                                     | 60’                                                                   |
| 3-6-2010                                                              | Innsbruck                                                             | Spagna                                                                | 1 – 0                                                                 | Corea del Sud                                                         | Amichevole                                                            | 1                                                                     |                                                                       |
| 8-6-2010                                                              | Murcia                                                                | Spagna                                                                | 6 – 0                                                                 | Polonia                                                               | Amichevole                                                            | -                                                                     | 56’                                                                   |
| 16-6-2010                                                             | Durban                                                                | Spagna                                                                | 0 – 1                                                                 | Svizzera                                                              | Mondiali 2010 - 1º turno                                              | -                                                                     | 61’                                                                   |
| 21-6-2010                                                             | Johannesburg                                                          | Spagna                                                                | 2 – 0                                                                 | Honduras                                                              | Mondiali 2010 - 1º turno                                              | -                                                                     |                                                                       |
| 11-7-2010                                                             | Johannesburg                                                          | Paesi Bassi                                                           | 0 – 1                                                                 | Spagna                                                                | Mondiali 2010 - Finale                                                | -                                                                     | 60’                                                                   |
| 11-8-2010                                                             | Città del Messico                                                     | Messico                                                               | 1 – 1                                                                 | Spagna                                                                | Amichevole                                                            | -                                                                     | 46’                                                                   |
| 7-9-2010                                                              | Buenos Aires                                                          | Argentina                                                             | 4 – 1                                                                 | Spagna                                                                | Amichevole                                                            | -                                                                     | 46’                                                                   |
| 9-2-2011                                                              | Madrid                                                                | Spagna                                                                | 1 – 0                                                                 | Colombia                                                              | Amichevole                                                            | -                                                                     | 68’                                                                   |
| 25-3-2011                                                             | Granada                                                               | Spagna                                                                | 2 – 1                                                                 | Rep. Ceca                                                             | Qual. Euro 2012                                                       | -                                                                     | 86’                                                                   |
| 15-11-2011                                                            | San José                                                              | Costa Rica                                                            | 2 – 2                                                                 | Spagna                                                                | Amichevole                                                            | -                                                                     | 46’                                                                   |
| 29-2-2012                                                             | Malaga                                                                | Spagna                                                                | 5 – 0                                                                 | Venezuela                                                             | Amichevole                                                            | -                                                                     | 60’                                                                   |
| 26-5-2012                                                             | San Gallo                                                             | Spagna                                                                | 2 – 0                                                                 | Serbia                                                                | Amichevole                                                            | -                                                                     |                                                                       |
| 3-6-2012                                                              | Siviglia                                                              | Spagna                                                                | 1 – 0                                                                 | Cina                                                                  | Amichevole                                                            | -                                                                     | 46’                                                                   |
| 10-6-2012                                                             | Danzica                                                               | Spagna                                                                | 1 – 1                                                                 | Italia                                                                | Euro 2012 - 1º turno                                                  | -                                                                     | 65’                                                                   |
| 18-6-2012                                                             | Danzica                                                               | Croazia                                                               | 0 – 1                                                                 | Spagna                                                                | Euro 2012 - 1º turno                                                  | 1                                                                     | 61’                                                                   |
| 27-6-2012                                                             | Danzica                                                               | Portogallo                                                            | 0 – 0 dts (2 – 4 dtr)                                                 | Spagna                                                                | Euro 2012 - Semifinale                                                | -                                                                     | 60’                                                                   |
| 15-8-2012                                                             | Bayamón                                                               | Porto Rico                                                            | 1 – 2                                                                 | Spagna                                                                | Amichevole                                                            | -                                                                     |                                                                       |
| 14-11-2012                                                            | Panama                                                                | Panama                                                                | 1 – 5                                                                 | Spagna                                                                | Amichevole                                                            | -                                                                     | 46’                                                                   |
| 26-3-2013                                                             | Saint-Denis                                                           | Francia                                                               | 0 – 1                                                                 | Spagna                                                                | Qual. Mondiali 2014                                                   | -                                                                     | 61’                                                                   |
| 8-6-2013                                                              | Miami                                                                 | Spagna                                                                | 2 – 1                                                                 | Haiti                                                                 | Amichevole                                                            | -                                                                     | 46’                                                                   |
| 12-6-2013                                                             | New York                                                              | Spagna                                                                | 2 – 0                                                                 | Irlanda                                                               | Amichevole                                                            | -                                                                     | 46’                                                                   |
| 20-6-2013                                                             | Rio de Janeiro                                                        | Spagna                                                                | 10 – 0                                                                | Tahiti                                                                | Conf. Cup 2013 - 1º turno                                             | -                                                                     | 46’                                                                   |
| 27-6-2013                                                             | Fortaleza                                                             | Spagna                                                                | 0 – 0 dts (7 – 6 dtr)                                                 | Italia                                                                | Conf. Cup 2013 - Semifinale                                           | -                                                                     | 53’                                                                   |
| 30-6-2013                                                             | Rio de Janeiro                                                        | Brasile                                                               | 3 – 0                                                                 | Spagna                                                                | Conf. Cup 2013 - Finale                                               | -                                                                     | 52’                                                                   |
| 14-8-2013                                                             | Guayaquil                                                             | Ecuador                                                               | 0 – 2                                                                 | Spagna                                                                | Amichevole                                                            | -                                                                     | 46’                                                                   |
| 6-9-2013                                                              | Helsinki                                                              | Finlandia                                                             | 0 – 2                                                                 | Spagna                                                                | Qual. Mondiali 2014                                                   | -                                                                     | 56’                                                                   |
| 10-9-2013                                                             | Ginevra                                                               | Spagna                                                                | 2 – 2                                                                 | Cile                                                                  | Amichevole                                                            | 1                                                                     | 46’                                                                   |
| 15-10-2013                                                            | Albacete                                                              | Spagna                                                                | 2 – 0                                                                 | Georgia                                                               | Qual. Mondiali 2014                                                   | -                                                                     |                                                                       |
| 16-11-2013                                                            | Malabo                                                                | Guinea Equatoriale                                                    | 1 – 2                                                                 | Spagna                                                                | Amichevole                                                            | -                                                                     | 65’                                                                   |
| 19-11-2013                                                            | Johannesburg                                                          | Sudafrica                                                             | 1 – 0                                                                 | Spagna                                                                | Amichevole                                                            | -                                                                     | 62’                                                                   |
| 5-3-2014                                                              | Madrid                                                                | Spagna                                                                | 1 – 0                                                                 | Italia                                                                | Amichevole                                                            | -                                                                     | 66’                                                                   |
| 23-3-2019                                                             | Valencia                                                              | Spagna                                                                | 2 – 1                                                                 | Norvegia                                                              | Qual. Euro 2020                                                       | -                                                                     |                                                                       |
| 26-3-2019                                                             | Ta' Qali                                                              | Malta                                                                 | 0 – 2                                                                 | Spagna                                                                | Qual. Euro 2020                                                       | -                                                                     | 65’                                                                   |
| 7-6-2019                                                              | Tórshavn                                                              | Fær Øer                                                               | 1 – 4                                                                 | Spagna                                                                | Qual. Euro 2020                                                       | 1                                                                     | 46’                                                                   |
| 5-9-2019                                                              | Bucarest                                                              | Romania                                                               | 1 – 2                                                                 | Spagna                                                                | Qual. Euro 2020                                                       | -                                                                     |                                                                       |
| 12-10-2019                                                            | Oslo                                                                  | Norvegia                                                              | 1 – 1                                                                 | Spagna                                                                | Qual. Euro 2020                                                       | -                                                                     |                                                                       |
| 15-10-2019                                                            | Stoccolma                                                             | Svezia                                                                | 1 – 1                                                                 | Spagna                                                                | Qual. Euro 2020                                                       | -                                                                     | 88’                                                                   |
| 15-11-2019                                                            | Cadice                                                                | Spagna                                                                | 7 – 0                                                                 | Malta                                                                 | Qual. Euro 2020                                                       | 1                                                                     |                                                                       |
| 3-9-2020                                                              | Stoccarda                                                             | Germania                                                              | 1 – 1                                                                 | Spagna                                                                | UEFA Nations League 2020-2021 - 1º turno                              | -                                                                     | 46’                                                                   |
| 6-9-2020                                                              | Madrid                                                                | Spagna                                                                | 4 – 0                                                                 | Ucraina                                                               | UEFA Nations League 2020-2021 - 1º turno                              | -                                                                     |                                                                       |
| 10-10-2020                                                            | Madrid                                                                | Spagna                                                                | 1 – 0                                                                 | Svizzera                                                              | UEFA Nations League 2020-2021 - 1º turno                              | -                                                                     |                                                                       |
| 13-10-2020                                                            | Kiev                                                                  | Ucraina                                                               | 1 – 0                                                                 | Spagna                                                                | UEFA Nations League 2020-2021 - 1º turno                              | -                                                                     |                                                                       |
| 15-6-2023                                                             | Enschede                                                              | Spagna                                                                | 2 – 1                                                                 | Italia                                                                | UEFA Nations League 2022-2023 - Semifinale                            | -                                                                     |                                                                       |
| 18-6-2023                                                             | Rotterdam                                                             | Croazia                                                               | 0 – 0 dts (4 – 5 dtr)                                                 | Spagna                                                                | UEFA Nations League 2022-2023 - Finale                                | -                                                                     | 97’                                                                   |
| 12-10-2023                                                            | Siviglia                                                              | Spagna                                                                | 2 – 0                                                                 | Scozia                                                                | Qual. Euro 2024                                                       | -                                                                     | 67’                                                                   |
| 16-11-2023                                                            | Limassol                                                              | Cipro                                                                 | 1 – 3                                                                 | Spagna                                                                | Qual. Euro 2024                                                       | -                                                                     | Cap. 66’                                                              |
| 26-3-2024                                                             | Madrid                                                                | Spagna                                                                | 3 – 3                                                                 | Brasile                                                               | Amichevole                                                            | -                                                                     | 90+2’                                                                 |
| 5-6-2024                                                              | Badajoz                                                               | Spagna                                                                | 5 – 0                                                                 | Andorra                                                               | Amichevole                                                            | -                                                                     | 46’                                                                   |
| 8-6-2024                                                              | Palma di Maiorca                                                      | Spagna                                                                | 5 – 1                                                                 | Irlanda del Nord                                                      | Amichevole                                                            | -                                                                     | 46’                                                                   |
| 24-6-2024                                                             | Düsseldorf                                                            | Albania                                                               | 0 – 1                                                                 | Spagna                                                                | Euro 2024 - 1º turno                                                  | -                                                                     | cap.                                                                  |
| 30-6-2024                                                             | Colonia                                                               | Spagna                                                                | 4 – 1                                                                 | Georgia                                                               | Euro 2024 - Ottavi di finale                                          | -                                                                     | 81’                                                                   |
| 9-7-2024                                                              | Monaco di Baviera                                                     | Spagna                                                                | 2 – 1                                                                 | Francia                                                               | Euro 2024 - Semifinale                                                | -                                                                     | 14’ 58’                                                               |
| Totale                                                                |                                                                       | Presenze                                                              | 56                                                                    |                                                                       | Reti                                                                  | 5                                                                     |                                                                       |

## Palmarès

### Club

#### Competizioni nazionali
- Coppa di Spagna: 2

Siviglia: 2006-2007, 2009-2010
- Supercoppa di Spagna: 1

Siviglia: 2007
- Campionato inglese: 1

Manchester City: 2013-2014
- Coppa di Lega inglese: 2

Manchester City: 2013-2014, 2015-2016

#### Competizioni internazionali
- UEFA Europa League: 4

Siviglia: 2005-2006, 2006-2007, 2019-2020, 2022-2023
- Supercoppa UEFA: 1

Siviglia: 2006
- UEFA-CONMEBOL Club Challenge: 1  (record)

Siviglia: 2023

### Nazionale
- Campionato mondiale: 1

Sudafrica 2010
- Campionato d'Europa: 2

Polonia-Ucraina 2012, Austria-Svizzera 2008,

Germania 2024
- UEFA Nations League: 1

2022-2023

### Individuale
- Squadra della stagione della UEFA Europa League: 2

2019-2020, 2022-2023
- Calciatore della stagione della UEFA Europa League: 1

2022-2023